# 藍點雀鯛
藍點雀鯛（学名：Pomacentrus grammorhynchus），又名厚殼仔，为輻鰭魚綱鱸形目雀鯛科雀鯛屬下的一个种。分布於西太平洋菲律賓、新幾內亞、澳洲大堡礁、帛琉特拉克島與密克羅尼西亞波納佩島海域，深度2至12公尺，本魚體呈卵圓形且側扁，尾巴呈黃棕色，背鰭後面有一個馬鞍狀的藍色小斑點，鰓蓋有淡紫色的線紋。幼魚體色較暗，腹部黃色，背鰭後方有一大眼斑，前額有藍色條紋，背鰭後方有藍色圓點，頰部有淡紫色斑點，背鰭硬棘13枚、背鰭軟條14-15枚、臀鰭硬棘2枚、臀鰭軟條14-15枚，體長可達9公分，棲息在枝狀珊瑚生長的潟湖及珊瑚礁，成小群活動，以藻類為食，繁殖期會成對出現，雄魚會守護魚卵直到孵化，生活習性不明。

## 扩展阅读
- 維基物種上的相關：藍點雀鯛